# Vänern
För andra betydelser, se Vänern (olika betydelser).
Vänern är Sveriges och Europeiska unionens största insjö med en yta på 5 450 km² och volymen 153 km³. Den ligger 44 meter över havet. Vänern är även den tredje största insjön i Europa, efter Ladoga och Onega, och på 26:e plats i världen.

## Etymologi
Sjöns namn (Væni i avskrifter från 1100-talet, Lacus Wener i dokument från 932) anses komma från fornsvenskans vænir, med kopplingar till orden vån 'förhoppning' och vän 'förtroendeingivande', 'vacker'. En annan möjlighet är att vænir hör ihop med ett gammalt noanamn på Göta älv, Van 'förhoppningen'. Tolkningarna är osäkra och namnet kan vara flera tusen år gammalt, och kopplat till numera okända ord. Namnet har alltid grav accent (accent 2) i landskapen runt Vänern, men ofta akut accent (accent 1) annorstädes.

## Geografi
Vänern ligger mellan landskapen Dalsland i väst, Värmland i norr och Västergötland i söder. Kommunsäten längs dess strand är Åmål, Säffle, Grums, Karlstad, Skoghall, Kristinehamn, Gullspång, Mariestad, Lidköping och Vänersborg. Ytterligare tre kommuner har strandlinje längs Vänern utan att kommunsätet är vid stranden. Det gäller Götene, Grästorp och Mellerud. Historiskt sett delades Vänern mellan tre län, men sedan 1997 och sammanslagningen mellan de västgötska länen är Värmlands län och Västra Götalands län de två län som sjön delas mellan.
Sjöns medeldjup är 27 meter och största djupet ligger på 106 meter. Vänern delas av en skärgård mellan Kållandsö i söder och Värmlandsnäs i norr i en västlig och en östlig del. Den västra delen av sjön kallas Dalbosjön, och den östra delen kallas Värmlandssjön.
Vänern är en del av vattenvägen Göta älv – Vänern – Göta kanal och är närmast förbunden med Kattegatt vid Göteborg genom Göta älv på den sydvästra sidan och med Vättern vid Karlsborg via Göta kanal.

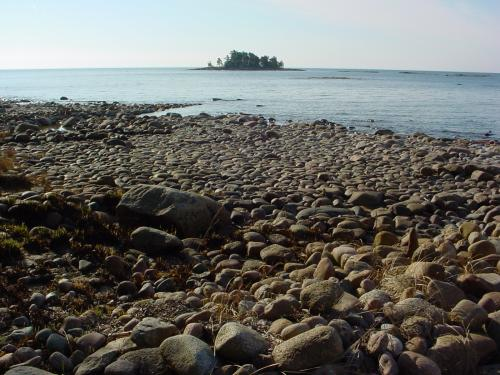
Vänern fotograferad från Hjortens udde.

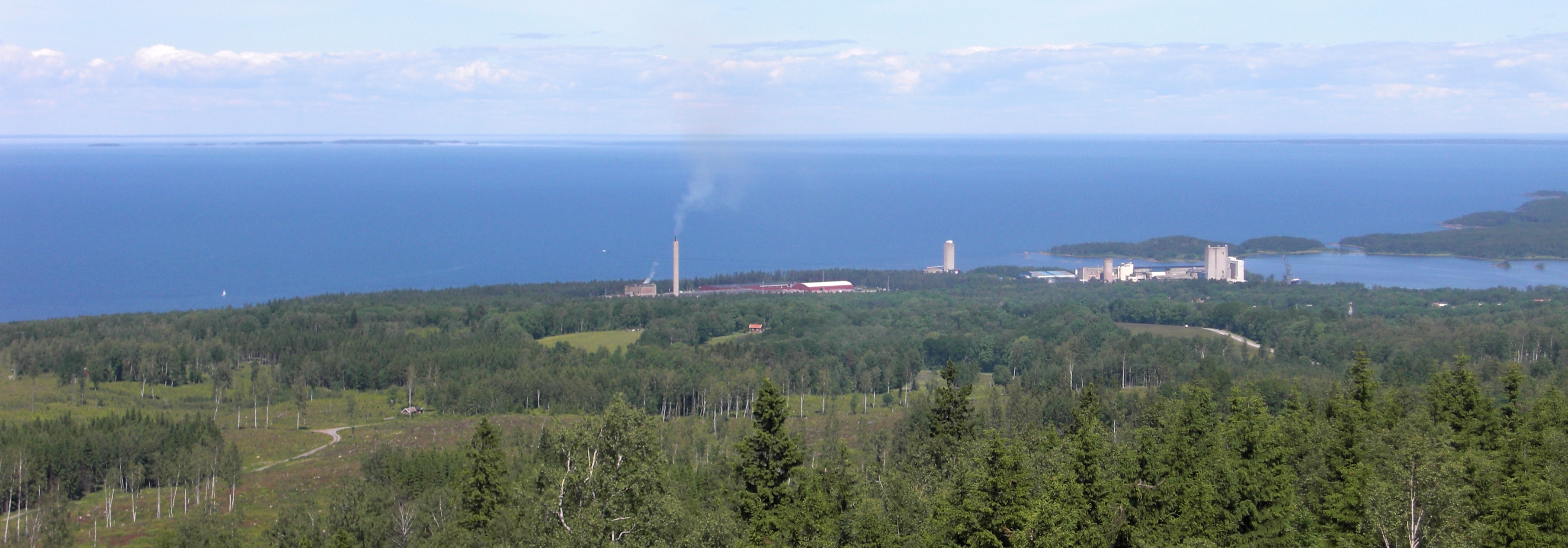
Vänern fotograferad från Kinnekulle.

### Öar
Sjön har flera skärgårdar och totalt 22 000 öar. De största öarna i Vänern är Torsö, Kållandsö och Hammarön. Mindre öar är Brommö, Djurö och Lurö.
| Ö         | Storlek (km²) | Kommun    |
| --------- | ------------- | --------- |
| Torsö     | 62            | Mariestad |
| Kållandsö | 56            | Lidköping |
| Hammarön  | 47            | Hammarö   |
| Brommö    | 13            | Mariestad |
| Djurö     | 2             | Mariestad |
| Lurö      | 2             | Säffle    |

### Strandlinje
Att mäta längden på en kust eller strand är vanskligt eftersom mätresultatet är helt avhängigt av skalan på den karta vilken man mäter på, se vidare artikeln En kuststräckas längd. Det innebär att mätvärden för olika sjöar eller kustlinjer är jämförbara endast om de har uppmätts på kartor med samma noggrannhet. Statistiska centralbyrån, som i mätningar utgår från Lantmäteriets vattenmasker i skala 1:10 000, anger Vänerns totala strandlinje till 4 527 kilometer, varav 1 790 kilometer är fastlandsstränder och 2 737 kilometer är ö-stränder.

### Fauna och flora
Enligt en undersökning av Fiskeriverket går den hotade fiskarten asp upp i bland annat Dalbergsån, Lidan, Tidan, Norsälven, Ölman, Byälven, Alsterån och Gullspångsälven för att leka under våren.
I Vänern finns över 700 fågelskär där det varje år häckar mer än 30 000 måsfåglar och tärnor. I skydd av deras kolonier häckar också många andra fåglar – så många som 50 arter har hittats på Vänerns fågelskär i de inventeringar som görs varje år. Fiskmås är vanligast, följd av skrattmås och gråtrut. Därefter kommer fisktärna och silvertärna. Exempel på arter som gärna häckar i skydd av kolonierna är småskrake, storlom och strandskata. Många av skären är fågelskyddsområden, där det är förbjudet att komma närmare än 100 m under tiden 1 april-31 juli.
Vänerns stränder och fågelskär växer igen i allt snabbare takt vilket utgör ett hot mot fågelarter som är beroende av öppna holmar och skär som häckningsmiljöer. Därför ska länsstyrelserna i Värmland och Västra Götaland röja de viktigaste fågelskären inom Natura 2000-områden i Vänern i ett EU-projekt som heter LIFE Vänern. 

## Historia
Vänern bildades efter den senaste istiden för omkring 10 000 år sedan. När isen smälte var Sverige täckt av en längsgående vattenmassa som skapade en förbindelse mellan Kattegatt och Bottenhavet. Landhöjningen gjorde att sjöar som Vänern och Vättern skars av från havet. Den tidigare förbindelsen med havet innebär att det idag finns arter i Vänern som normalt inte lever ut hela sin livscykel i sötvatten, till exempel vänerlax.
Vänern var efter sin tillkomst betydligt större än i dag, vilket beror på att landhöjningen är större i norr än vid utloppet i söder, och därför drar sig de norra stränderna tillbaka med tiden. Många platta områden i Värmland, Dalsland och Västergötland låg under den så kallade Storvänerns yta.

## Sjöfart

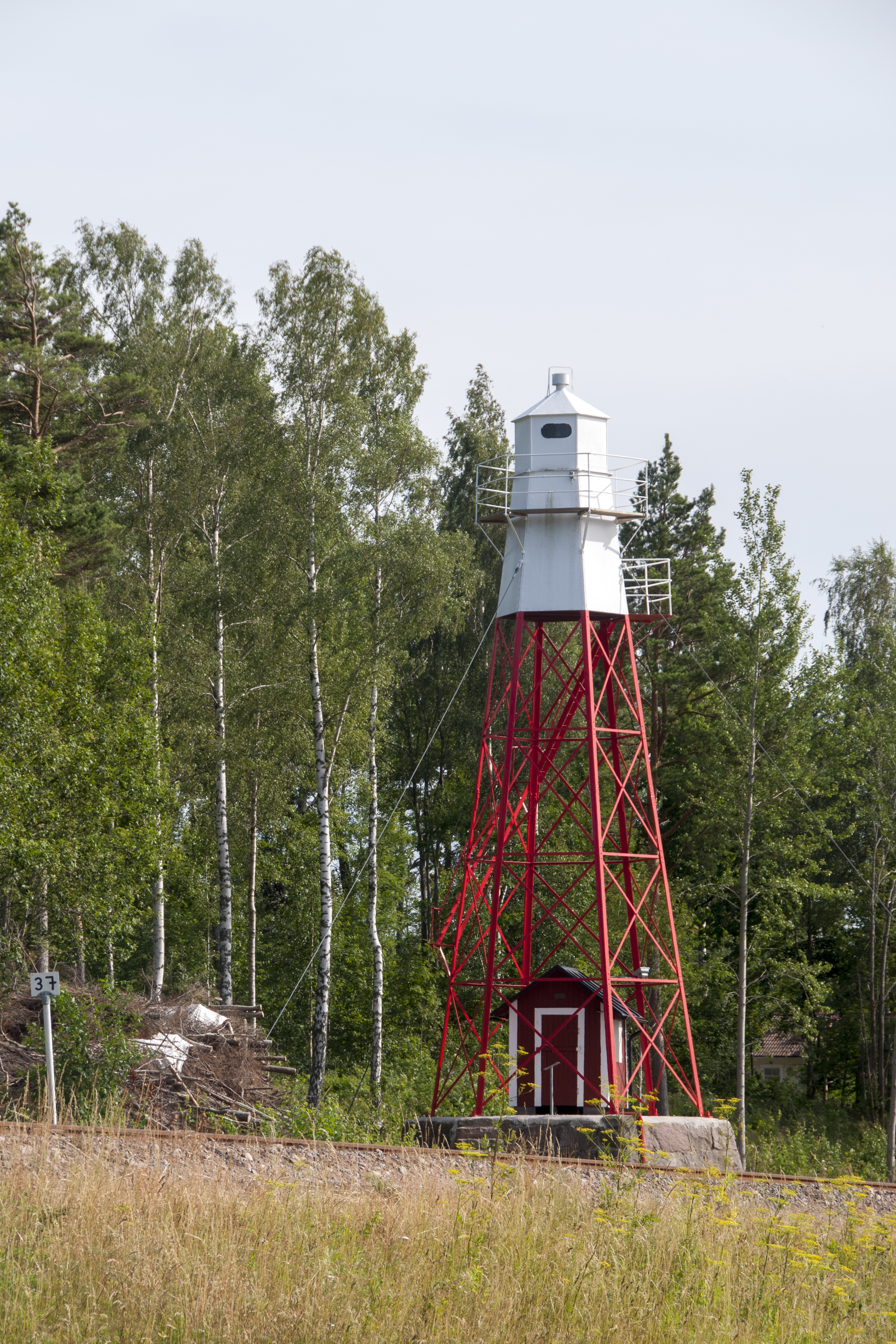
Snuggens fyr utanför Mariestad.

Trafiken på Vänern karakteriserades historiskt dels av småskalig bondeseglation, dels av storskalig sjöfart med vänerkulturens förbindelser till Bergslagen, och därigenom till Mälardalen.
På grund av frånvaron av städer på medeltiden (förutom Lidköping) dominerades trafiken helt av allmogeseglationen. Men efter städernas tillkomst fortsatte bondeseglationen på grund av städernas inbördes konkurrensförhållande. Bondeseglation och småredandet tar bara fart i lämpliga konkurrenser eller nischer inom den samtida ekonomin. Ibland ligger den maritima erfarenheten latent. Skutskepparnas tid återfinns under den "lilla sjöfarten", den som gillar småskaliga, speciella transporter och varor. Den maritima erfarenheten fanns framför allt på Värmlandsnäs, eller Näset, och Kålland med Kållandsö. I den muntliga traditionen på Kållandsö är värmlandsfararna omgivna av en aura av romantik. Kustborna mellan städerna Karlstad och Kristinehamn deltog inte i bondeseglationen, åtminstone inte i samma utsträckning. För dem var de egna städerna den största magneten.
Stora delar av värmlandskusten är knuten till Bergslagen. Vänersjöfarten var därför också baserad på städernas tillkomst kring insjön. Efter Trollhätte kanals tillkomst 1800 utkonkurrerades vänerskepparna av bohuslänska småredare (som delvis hade samma bakgrund som småredarna vid Vänern). Men vänerfolket kom tillbaka på allvar under senare hälften av 1800-talet. Trafiken på Vänern var livlig. I Karlstads hamn fördelade sig antalet fartyg så här under åren 1877, 1900 och 1925:
| Fartygstyp               | 1877 | 1900 | 1925 |
| ------------------------ | ---- | ---- | ---- |
| Galeaser (Vänergaleaser) | 128  | 178  | 106  |
| Skonerter                | 6    | 3    | 7    |
| Skutor                   | 1    | 106  | 3    |
| Jakter                   | 13   | 6    | 2    |
| Slupar (Vänerslupar)     | 110  | 142  | 103  |
| Båtar                    | 157  | 37   | 1    |
| Pråmar                   | 52   | 109  | 555  |
| Roddbåtar                | 65   | 0    | 0    |
| Smack                    | 1    | 0    | 0    |
| Koff                     | 0    | 1    | 1    |

Efter Trollhätte kanals utvidgning 1916 kan fartyg på flera tusen ton gå upp till Vänern, och det går fortfarande kommersiell fraktsjöfart.